# جنسیس جی۸۰
جنسیس جی۸۰ (به کره‌ای: 제네시스 G80) یک خودرو در کلاس خودروی شرکتی سدان می‌باشد که از سال ۲۰۱۶ به‌عنوان جانشین هیوندای جنسیس توسط هیوندای و تحت برند جنسیس تولید و عرضه می‌شود.

## نگارخانه

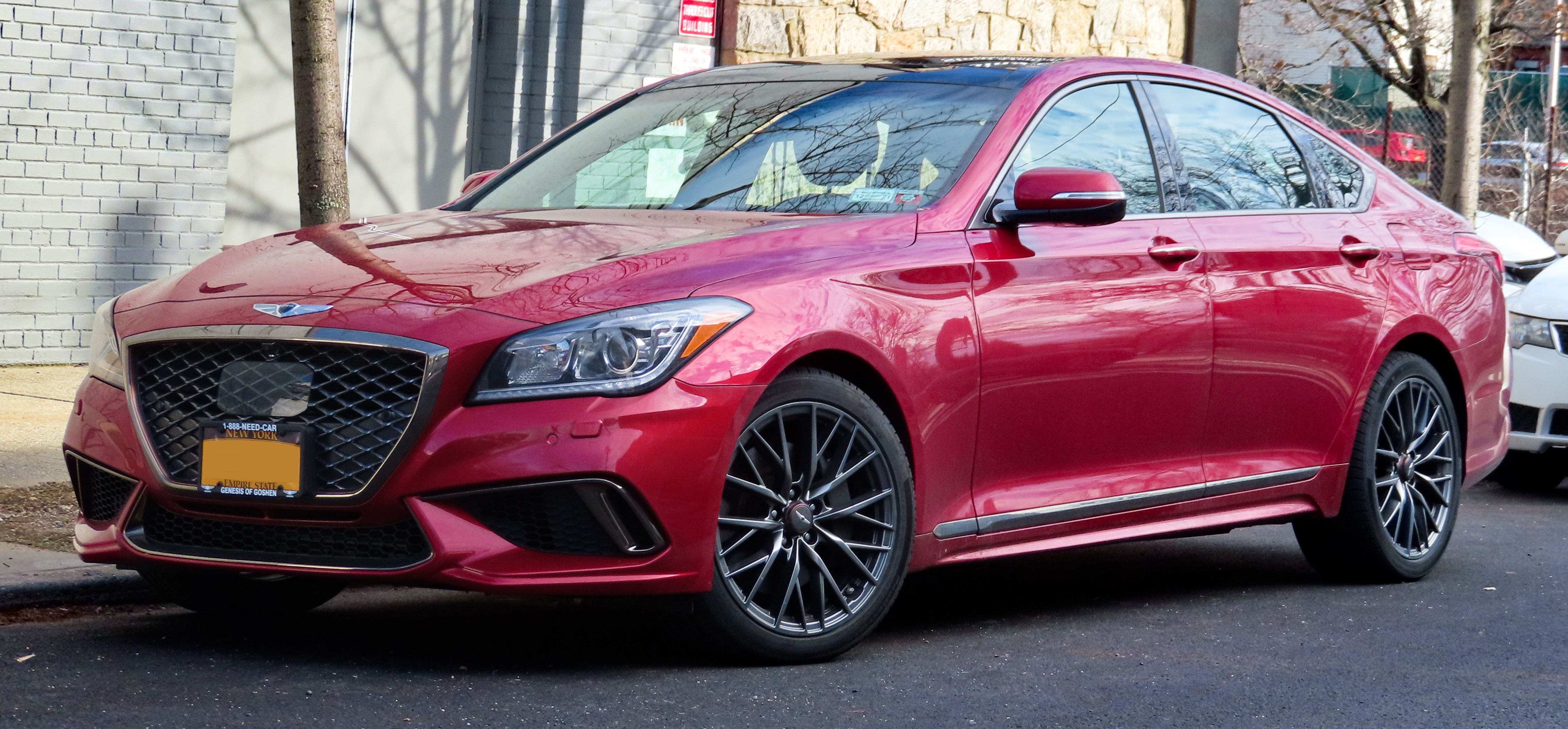
نمای جلوی نسل اول
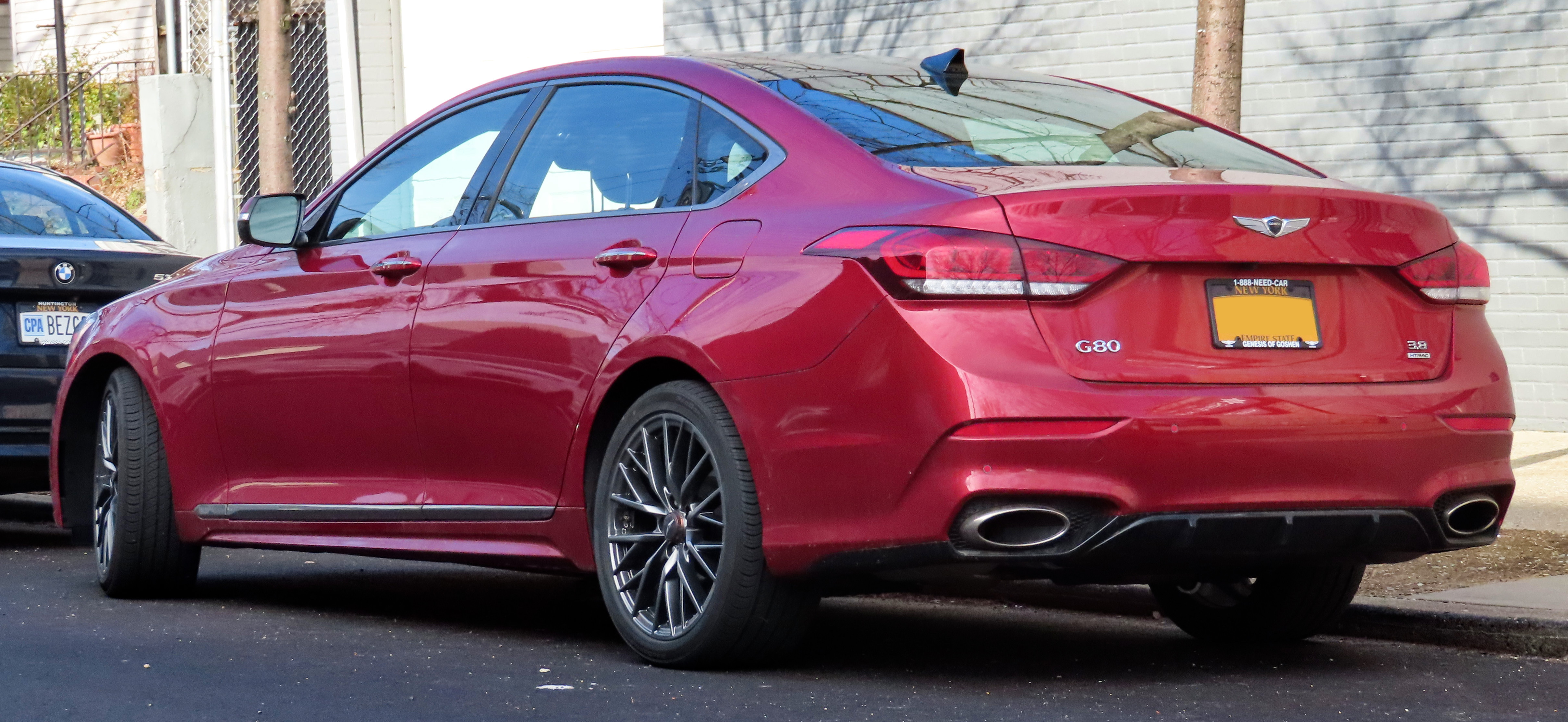
نمای عقب نسل اول
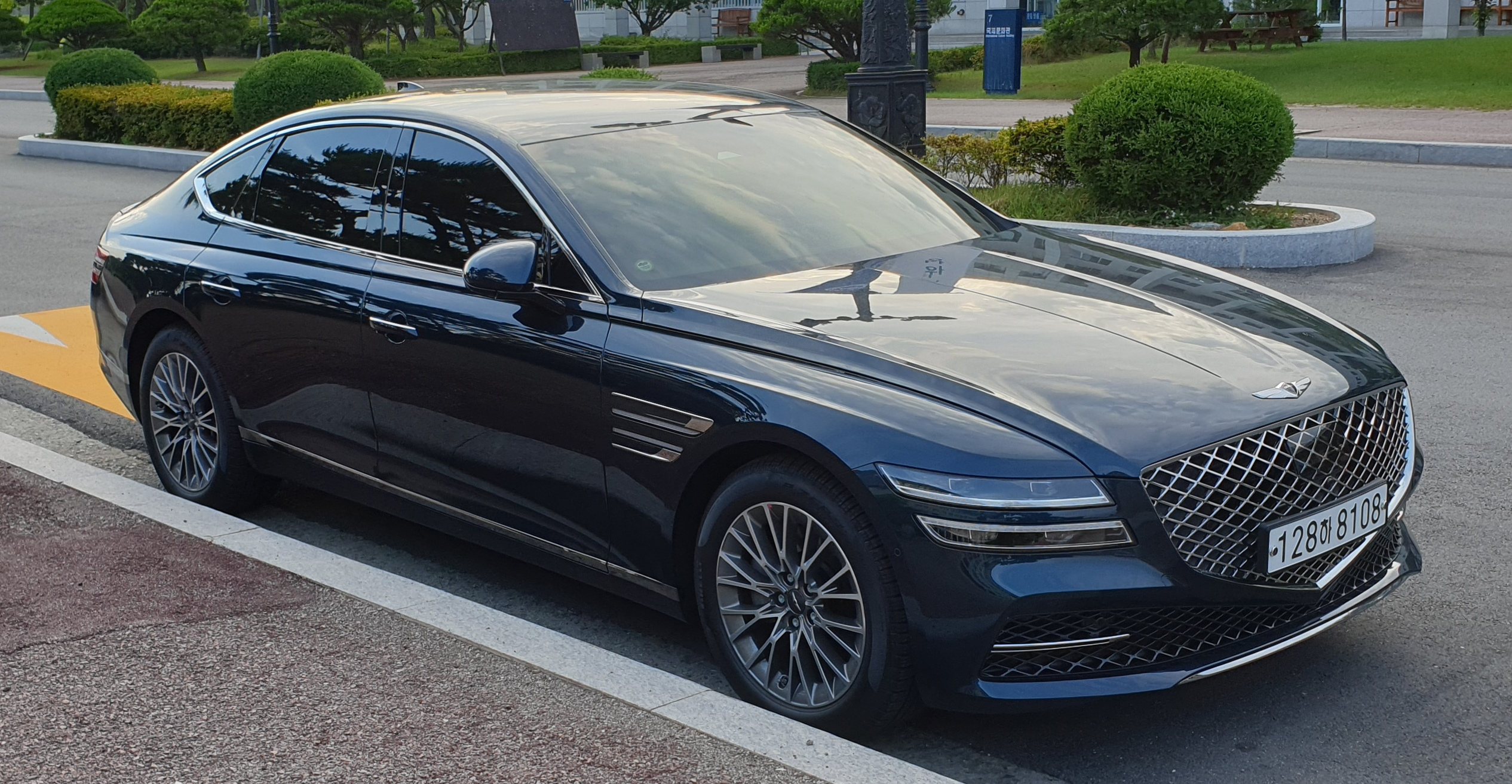
نمای جلوی نسل دوم
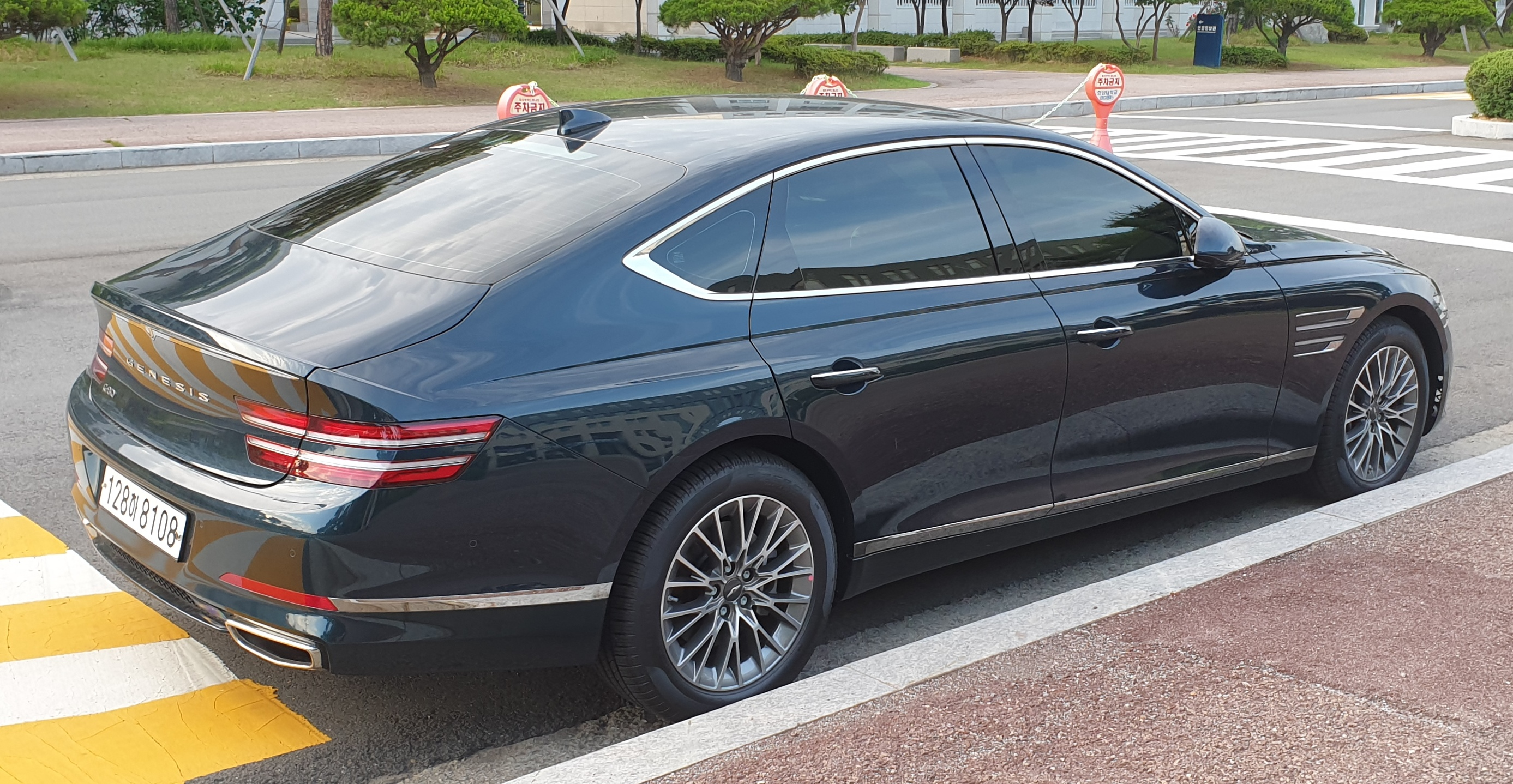
نمای عقب نسل دوم